# لوحة أكسفورد
لوحة أوكسفورد، المعروفة أيضًا باسم لوحة الكلبين أو لوحة كلاب هيراكونبوليس الصغرى، هي لوحة تجميل مصرية قديمة تم اكتشافها في نخن. تُعد جزءًا من مجموعة متحف أشموليان في أكسفورد، المملكة المتحدة.
اكتشف اللوحة عالما الآثار البريطانيان جيمس إي. كيبل وفريدريك دبليو. جرين في ما أطلقا عليه "الوديعة الرئيسية" في معبد حورس في نخن، خلال موسم الحفريات لعام 1897-1898.

## الوصف
منحوتة بنقش منخفض، تتميز الجهة الأمامية للوحة بوجود اثنين من الكلاب البرية الأفريقية في الأعلى، والسيربوبارد يلعق غزالًا حول دائرة خلط، وسلوقي يهاجم ماعزًا جبليًا في الأسفل. تُعد أقدم تمثيل معروف لشكل يشبه الجريفين في فن مصر القديمة، الذي يظهر على الجهة الخلفية بأجنحة تشبه المشط. في الجزء السفلي من الجهة الخلفية، يظهر شكل برأس ابن آوى يرتدي حزامًا أو غطاءً للعضو الذكري ويعزف على الناي.

## روابط خارجية
- الصفحة الرسمية للمتحف